# Mesohippus
Genre
Mesohippus (du grec, cheval du milieu) est un genre fossile d'équidé primitif ayant vécu en Amérique du Nord  de l'Éocène moyen à l'Oligocène inférieur il y a environ −40 à −30 Ma.

## Description

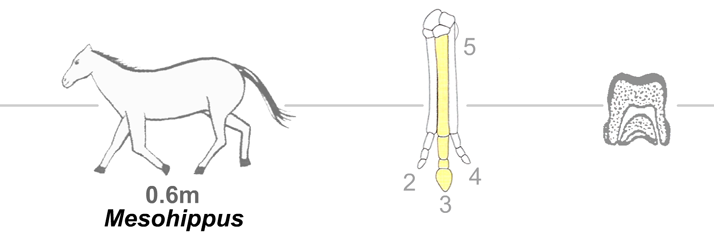
Allure générale, patte avant, molaire (blanc : cementum ; pointillé : dentine ; noir : émail).

Ses caractéristiques équines sont plus marquées que chez Hyracotherium et Orohippus puisque ses jambes sont plus longues, qu'il se tient principalement sur son doigt du majeur, que son museau est plus long, que ses yeux sont plus ronds et plus portés sur les côtés et qu'il dispose d'une molaire supplémentaire. L'hémisphère cérébral, ou la cavité crânienne, était notamment plus grand que celui de ses prédécesseurs; son cerveau était comparable à celui du cheval d'aujourd'hui.
Ses dents étaient également plus grandes et un petit espace s'est formé et qui deviendra la barre des équidés modernes.
Mesohippus était l'un des mammifères les plus répandus en Amérique du Nord durant cette période.

## Espèces

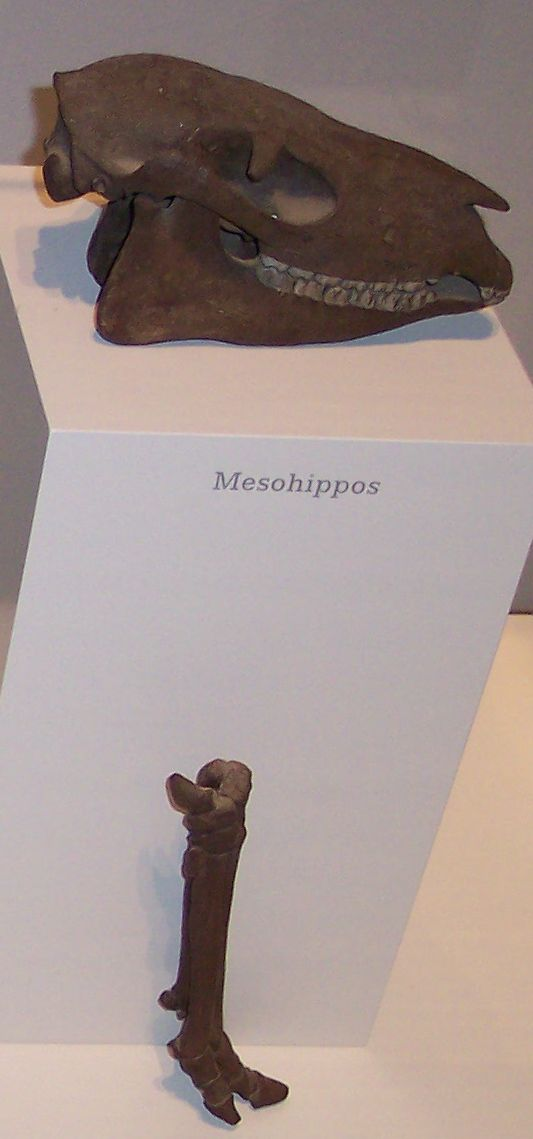

- M. bairdi
- M. barbouri
- M. braquistylus
- M. equiceps
- M. hypostylus
- M. intermedius
- M. latidens
- M. longiceps
- M. metulophus
- M. montanensis
- M. obliquidens
- M. proteulophus
- M. westoni

### Sources
- (en) Cet article est partiellement ou en totalité issu de l’article de Wikipédia en anglais intitulé « Mesohippus » (voir la liste des auteurs).